# 청두 톈청
청두 톈청(중국어 간체자: 成都天诚, 정체자: 成都天誠, 병음: Chéngdū Tiānchéng)은 중국 쓰촨성 청두시를 연고로 하던 축구 팀으로, 중국 갑급리그에 참가했다. 흔히 청두 블레이즈(Chengdu Blades)라고 부르기도 한다.
1996년 2월 27일 청두 우뉴(成都五牛)라는 이름으로 창단했고 1997년 갑급(甲) B리그(당시 중국 축구의 2부 리그)로 승격했다. 2005년 12월 11일 잉글랜드의 축구 클럽인 셰필드 유나이티드가 이 팀을 인수했으며 2006년 1월에 팀 이름을 청두 셰페이롄(成都谢菲联)으로 변경했다.
2007년 갑(甲)리그에서 2위를 차지하면서 슈퍼리그로 승격했으며 2009년에 슈퍼리그 7위를 차지했지만 승부 조작에 가담했다는 사실이 뒤늦게 밝혀져 2010년 2월 23일에 광저우 헝다와 함께 중국 을급리그로 강등되고 만다. 이후 2015년 팀이 해산되었다.

## 역대 감독
| 감독   | 임기 |
| ------ | ---- |
| 이장수 | 2014 |